# Cupa MLS
Cupa MLS este competiția care se desfășoară la finalul sezonului regulat al Major League Soccer. Câștigătorul este declarat campion, la fel ca și în celelalte sporturi profesioniste din Statele Unite ale Americii și Canada (se joacă în sistem playoff după încheierea sezonului regulat). Acest sistem este diferit de alte campionate, unde campion este considerat clubul cu cele mai multe puncte la finalul sezonului. MLS oferă pentru acest club un alt trofeu, MLS Supporters' Shield.

## Finale jucate
| Sezon | Dată         | Campioană            | Scorul finalei | Finalistă              | Stadion                    | Spectatori |
| ----- | ------------ | -------------------- | -------------- | ---------------------- | -------------------------- | ---------- |
| 1996  | 20 octombrie | D.C. United          | 3–2 *          | Los Angeles Galaxy     | Foxboro Stadium            | 34.643     |
| 1997  | 26 octombrie | D.C. United          | 2–1            | Colorado Rapids        | RFK Memorial Stadium       | 57.431     |
| 1998  | 25 octombrie | Chicago Fire         | 2–0            | D.C. United            | Rose Bowl                  | 51.350     |
| 1999  | 21 noiembrie | D.C. United          | 2–0            | Los Angeles Galaxy     | Foxboro Stadium            | 44.910     |
| 2000  | 15 octombrie | Kansas City Wizards  | 1–0            | Chicago Fire           | RFK Memorial Stadium       | 39.159     |
| 2001  | 21 octombrie | San Jose Earthquakes | 2–1 *          | Los Angeles Galaxy     | Crew Stadium               | 21.626     |
| 2002  | 20 octombrie | Los Angeles Galaxy   | 1–0 *          | New England Revolution | Gillette Stadium           | 61.316     |
| 2003  | 23 noiembrie | San Jose Earthquakes | 4–2            | Chicago Fire           | Home Depot Center          | 27.000     |
| 2004  | 14 noiembrie | D.C. United          | 3–2            | Kansas City Wizards    | Home Depot Center          | 25.797     |
| 2005  | 13 noiembrie | Los Angeles Galaxy   | 1–0 *          | New England Revolution | Pizza Hut Park             | 21.193     |
| 2006  | 12 noiembrie | Houston Dynamo       | 1–1 (4–3) †    | New England Revolution | Pizza Hut Park             | 22.427     |
| 2007  | 18 noiembrie | Houston Dynamo       | 2–1            | New England Revolution | RFK Memorial Stadium       | 39.859     |
| 2008  | 23 noiembrie | Columbus Crew        | 3–1            | New York Red Bulls     | Home Depot Center          | 27.000     |
| 2009  | 22 noiembrie | Real Salt Lake       | 1–1 (5–4) †    | Los Angeles Galaxy     | Qwest Field                | 46.011     |
| 2010  | 21 noiembrie | Colorado Rapids      | 2–1 *          | FC Dallas              | BMO Field                  | 21.700     |
| 2011  | 20 noiembrie | Los Angeles Galaxy   | 1–0            | Houston Dynamo         | Home Depot Center          | 30.281     |
| 2012  | 1 decembrie  | Los Angeles Galaxy   | 3–1            | Houston Dynamo         | Home Depot Center          | 30.510     |
| 2013  | 7 decembrie  | Sporting Kansas City | 1–1 (7–6) †    | Real Salt Lake         | Sporting Park              | 21.650     |
| 2014  | 7 decembrie  | Los Angeles Galaxy   | 2–1 *          | New England Revolution | StubHub Center             | 27.000     |
| 2015  | 6 decembrie  | Portland Timbers     | 2–1            | Columbus Crew          | Mapfre Stadium             | 21.747     |
| 2016  | 10 decembrie | Seattle Sounders FC  | 0–0 (5–4) †    | Toronto FC             | BMO Field                  | 36.045     |
| 2017  | 9 decembrie  | Toronto FC           | 2–0]           | Seattle Sounders FC    | BMO Field                  | 30.584     |
| 2018  | 8 decembrie  | Atlanta United FC    | 2–0            | Portland Timbers       | Mercedes-Benz Stadium      | 73.019     |
| 2019  | 10 noiembrie | Seattle Sounders FC  | 3–1            | Toronto FC             | CenturyLink Field          | 69.274     |
| 2020  | 12 decembrie | Columbus Crew        | 3–0            | Seattle Sounders FC    | Mapfre Stadium             | 1.500 ^    |
| 2021  | 11 decembrie | New York City FC     | 1–1 (4–2) †    | Portland Timbers       | Providence Park            | 25.218     |
| 2022  | 5 noiembrie  | Los Angeles FC       | 3–3 (3–0) †    | Philadelphia Union     | Banc of California Stadium | 22.384     |
| 2023  | 9 decembrie  | Columbus Crew        | 2–1            | Los Angeles FC         | Lower.com Field            | 20.802     |
| 2024  | 7 decembrie  | Los Angeles Galaxy   | 2–1            | New York Red Bulls     | Dignity Health Sports Park | 26.812     |

| Legendă |                                                                                          |
| *       | Meciul s-a decis în prelungiri                                                           |
| †       | Meciul s-a decis după lovituri de departajare                                            |
| Bold    | Echipa a câștigat MLS Supporters' Shield                                                 |
| Italics | Echipa a câștigat U.S. Open Cup sau Canadian Championship                                |
| ^       | Din cauza pandemiei Covid-19, capacitatea stadionului a fost limitată la 1.500 de locuri |

## Clasamentul cluburilor după titlurile câștigate
| Club                   | Victorii | Înfrângeri | Finale jucate                                              |
| ---------------------- | -------- | ---------- | ---------------------------------------------------------- |
| Los Angeles Galaxy     | 6        | 4          | 1996, 1999, 2001, 2002, 2005, 2009, 2011, 2012, 2014, 2024 |
| D.C. United            | 4        | 1          | 1996, 1997, 1998, 1999, 2004                               |
| Columbus Crew          | 3        | 1          | 2008, 2015, 2020, 2023                                     |
| Houston Dynamo         | 2        | 2          | 2006, 2007, 2011, 2012                                     |
| Seattle Sounders FC    | 2        | 2          | 2016, 2017, 2019, 2020                                     |
| Sporting Kansas City   | 2        | 1          | 2000, 2004, 2013                                           |
| San Jose Earthquakes   | 2        | 0          | 2001, 2003                                                 |
| Chicago Fire           | 1        | 2          | 1998, 2000, 2003                                           |
| Toronto FC             | 1        | 2          | 2016, 2017, 2019                                           |
| Portland Timbers       | 1        | 2          | 2015, 2018, 2021                                           |
| Colorado Rapids        | 1        | 1          | 1997, 2010                                                 |
| Real Salt Lake         | 1        | 1          | 2009, 2013                                                 |
| Los Angeles FC         | 1        | 1          | 2022, 2023                                                 |
| Atlanta United FC      | 1        | 0          | 2018                                                       |
| New York City FC       | 1        | 0          | 2021                                                       |
| New England Revolution | 0        | 5          | 2002, 2005, 2006, 2007, 2014                               |
| New York Red Bulls     | 0        | 2          | 2008, 2024                                                 |
| FC Dallas              | 0        | 1          | 2010                                                       |
| Philadelphia Union     | 0        | 1          | 2022                                                       |

Cu litere îngroșate anii în care a câștigat.